# Uramichi Oniisan
Uramichi Oniisan (Nhật: うらみちお兄さん Hepburn: Uramichi Onii-san, dịch: "Anh trai Uramichi") là một bộ manga hài kịch do Kuze Gaku sáng tác, đăng tải trên trang tạp chí kĩ thuật số  Comic POOL của nhà xuất bản Ichijinsha từ tháng 5 năm 2017. Các chương truyện theo đó được tổng hợp lại và in thành chín tập tankōbon được phát hành kể từ tháng 9 năm 2017. Một bản chuyển thể anime do Studio Blanc sản xuất bắt đầu lên sóng truyền hình từ tháng 7 đến tháng 9 năm 2021.

## Nhân vật
Omota Uramichi (表田 裏道)
Lồng tiếng bởi: Kamiya Hiroshi
Một cựu vận động viên thể dục dụng cụ 31 tuổi tình nguyện tham gia vào Ban thể chất trong một chương trình trẻ em tên Maman to Together (ママンとトゥギャザー Maman to tugyazā, phiên bản nhại lại của chương trình ngoài đời thực là Okaasan to Issho). Mặc dù anh là người vui vẻ, lạc quan trước ống kính máy quay nhưng đôi khi lại tỏ vẻ u sầu, mệt mỏi, thiếu hụt tinh thần, thường kể cho trẻ em nghe về những vấn đề khi làm người lớn. Anh tốt nghiệp khoa Giáo dục thể chất tại đại học và trở thành một vận động viên chuyên nghiệp, nhưng buộc phải giải nghệ do gặp chấn thương nặng. Uramichi có thói quen hút thuốc, uống rượu và tập luyện cơ bắp tại nhà.
Daga Iketeru (蛇賀 池照)
Lồng tiếng bởi: Miyano Mamoru
Một nam diễn viên nhạc kịch 27 tuổi đảm nhận vai trò ca hát trong chương trình. Dù có ngoại hình mảnh mai và dễ ưa nhìn, anh lại yêu thích các câu nói đùa mang nghĩa tối.
Tadano Utano (多田野 詩乃)
Lồng tiếng bởi: Mizuki Nana
Một nữ ca sĩ 32 tuổi đảm nhận vai trò ca hát trong chương trình Maman to Together. Cô tốt nghiệp khoa Âm nhạc tại đại học và từng tham gia vào hoạt động thần tượng cho đến khi đổi sang làm ca sĩ hát enka cho đến hát nhạc jazz. Utano hiện chung sống với một bạn trai là diễn viên hài đã quen được sáu năm.
Usahara Tobikichi (兎原 跳吉)
Lồng tiếng bởi: Sugita Tomokazu
Một chàng trai 28 tuổi mặc trang phục chú thỏ hồng "Usao-kun" trong Maman to Together. Anh và Mitsuo là hậu bối dưới trướng của Uramichi khi còn học đại học. Tobikichi thường bị Uramichi bắt gặp mỗi khi anh nói xấu về Uramichi.
Kumatani Mitsuo (熊谷 みつ夫)
Lồng tiếng bởi: Nakamura Yūichi
Một chàng trai 28 tuổi mặc trang phục chú gấu nâu "Kumao-kun" trong Maman to Together. Anh và Tobikichi là hậu bối dưới trướng của Uramichi khi còn học đại học.
Kikaku Hanbee (木角 半兵衛)
Lồng tiếng bởi: Kimura Ryōhei
Uebu Saito (上武 裁人)
Lồng tiếng bởi: Suzumura Kenichi
Matahiko Nekota (猫田 又彦)
Lồng tiếng bởi: Ono Daisuke
Furode Yusao (風呂出 油佐男)
Lồng tiếng bởi: Miki Shin'ichiro
Derekida Tekito (出木田 適人)
Lồng tiếng bởi: Horiuchi Kenyu
Vị đạo diễn 45 tuổi của chương trình Maman to Together, ông thường đeo một chiếc kính râm.
Edei Eddy (枝泥 エディ Edei Edi)
Lồng tiếng bởi: Hanae Natsuki
Ennoshita Kayo (縁ノ下 カヨ)
Lồng tiếng bởi: Takahashi Minami
Heame Ikuko (辺雨 育子)
Lồng tiếng bởi: Satō Rina
Capellini Furitsuke (カッペリーニ 降漬 Kapperīni Furitsuke)
Lồng tiếng bởi: Nakai Kazuya
Amon (アモン Amon)
Lồng tiếng bởi: Tsuda Kenjiro
Nhà sản xuất 42 tuổi của chương trình Maman to Together.
Daga Mabui (蛇賀 眩衣)
Lồng tiếng bởi: Hikasa Yōko
Chị gái 32 tuổi của Ikateru, là một giáo viên dạy đàn violin.
Sayuri (小百合)
Lồng tiếng bởi: Sadaoka Sayuri
Kami no Koe (神の声 "Giọng của Thần")
Lồng tiếng bởi: Ōtsuka Hōchū

## Chuyển thể

### Manga
Uramichi Oniisan do tác giả Kuze Gaku viết và vẽ minh họa. Bộ truyện được đăng thường kỳ trên trang web manga kĩ thuật số Comic POOL của nhà xuất bản Ichijinsha kể từ ngày 12 tháng 5 năm 2017. Các chương truyệnm theo đó được tổng hợp lại và in thành chín tập truyện khổ tankōbon, tập truyện đầu tiên được phát hành tại Nhật Bản vào tháng 9 năm 2017. Tại Bắc Mĩ, Kodansha USA phát hành bản dịch tiếng Anh của truyện vào tháng 12 năm 2020.

#### Các tập truyện
| # | Ngày phát hành Tiếng Nhật                                     | ISBN Tiếng Nhật                                                 |
| - | ------------------------------------------------------------- | --------------------------------------------------------------- |
| 1 | 27 tháng 9, 2017                                              | 978-4-7580-1575-2                                               |
| 2 | 27 tháng 4, 2018                                              | 978-4-7580-1597-4                                               |
| 3 | 29 tháng 1, 2019                                              | 978-4-7580-1628-5                                               |
| 4 | 29 tháng 10, 2019                                             | 978-4-7580-1666-7                                               |
| 5 | 29 tháng 5, 2020 (bản thường) 29 tháng 5, 2020 (bản đặc biệt) | 978-4-7580-1693-3 (bản thường) 978-4-7580-1694-0 (bản đặc biệt) |
| 6 | 21 tháng 6, 2021 (bản thường) 21 tháng 6, 2021 (bản đặc biệt) | 978-4-7580-1722-0 (bản thường) 978-4-7580-1723-7 (bản đặc biệt) |
| 7 | 28 tháng 1, 2022                                              | 978-4-7580-1756-5                                               |
| 8 | 19 tháng 10, 2022                                             | 978-4-7580-1778-7                                               |
| 9 | 21 tháng 7, 2023                                              | 978-4-7580-1825-8                                               |

### Anime
Phiên bản chuyển thể anime được thông báo trong video giới thiệu tập truyện thứ tư của Uramichi Oniisan đăng tải vào tháng 10 năm 2019. Studio Blanc đảm nhiệm vẽ phần hoạt họa cho anime và Nagayama Nobuyoshi được phân làm đạo diễn, với Machida Tōko biên soạn kịch bản, Takahashi Mizuki và Shibata Yusuke lo khâu thiết kế nhân vật, Haneoka Kei soạn phần âm nhạc. Bộ anime được dự kiến sẽ phát sóng vào năm 2020, nhưng bị dời đến năm 2021 do một vài vấn đề trong quá trình sản xuất. Miyano Mamoru và Mizuki Nana đồng loạt biểu diễn bài hát mở đầu phim là "ABC Taisō" (ABC体操), còn bài hát kết thúc là "Dream on" do chính Miyano trình bày.
Bộ anime được phát sóng 13 tập từ ngày 6 tháng 7 đến ngày 28 tháng 9 năm 2021 trên TV Tokyo và các kênh truyền hình khác tại Nhật Bản. Các tập phim được phát hành lại dưới dạng đĩa Blu-ray kể từ ngày 1 tháng 9 năm 2021. Funimation phát trực tuyến anime bên ngoài khu vực châu Á với phụ đề tiếng Anh và bản lồng tiếng Anh. Tại Hàn Quốc, anime được phát sóng trên kênh ANIBOX với phụ đề tiếng Hàn từ ngày 19 tháng 7 cùng năm.

#### Tập phim
| Số tập | Tựa đề                                                                                     | Đạo diễn                                                 | Biên kịch    | Ngày phát sóng gốc |
| ------ | ------------------------------------------------------------------------------------------ | -------------------------------------------------------- | ------------ | ------------------ |
| 01     | "Uramichi Onii-san" (「うらみちお兄さん」)                                                 | Shibuya Ryōsuke                                          | Machida Tōko | 6 tháng 7, 2021    |
| 02     | "Senpai to Kōhai" (「先輩と後輩」)                                                         | Takahashi Hidetoshi                                      | Machida Tōko | 13 tháng 7, 2021   |
| 03     | "Tearai Ugai wa Taisetsu ni" (「手洗いうがいは大切に」)                                    | Shibuta Yūsuke                                           | Morie Misaki | 20 tháng 7, 2021   |
| 04     | "Endoresu Mōsho" (「エンドレス猛暑」)                                                      | Shibuya Ryōsuke                                          | Uehara Rie   | 27 tháng 7, 2021   |
| 05     | "Kono Kōen ga Owattara" (「この公演が終わったら)」)                                        | Shibata Yūsuke, Ishiguri Kazuya, Aoki Kanae, Kōki Tomari | Machida Tōko | 3 tháng 8, 2021    |
| 06     | "Omoidasenai Rei no Are" (「思い出せない例のあれ」)                                        | Kōki Tomari, Ihiguri Kazuya                              | Uehara Rie   | 10 tháng 8, 2021   |
| 07     | "Hitori de Dekirumon" (「一人でできるもん」)                                               | Shibata Yūsuke, Ishiguri Kazuya, Aoki Kanae, Kōki Tomari | Morie Misaki | 17 tháng 8, 2021   |
| 08     | "Sontaku to Ryōshin" (忖度と良心)                                                          | Kōki Tomaori, Aoki Kanae                                 | Morie Misaki | 24 tháng 8, 2021   |
| 09     | "Saikin no Wakai ko" (最近の若い子)                                                        | Aoki Kanae, Ishiguri Kazuya, Kōki Tomari, Yamamoto Ryūta | Urehara Rie  | 31 tháng 8, 2021   |
| 10     | "Gokkan Supairaru" (極寒スパイラル)                                                        | Shibuya Ryōsuke, Aoki Kanae, Ishiguri Kazuya             | Uehara Rie   | 7 tháng 9, 2021    |
| 11     | "Unmei no Dea" (運命の出会い)                                                              | Murakami Takayuki                                        | Tōko Machida | 14 tháng 9, 2021   |
| 12     | "Bukiyō na Egao" (不器用な笑顔)                                                            | Kōki Tomari, Aoki Kanae, Ishiguri Kazuya                 | Morie Misaki | 21 tháng 9, 2021   |
| 13     | " Forever "Maman to Together" " (Forever『ママンとトゥギャザー』(Fōebā "Maman to Tugyazā") | Yūsuke Shibata, Kōki Tomari, Aoki Kanae, Ishiguri Kazuya | Machida Tōko | 28 tháng 9, 2021   |

## Đón nhận
Năm 2017, Uramichi Oniisan được xếp đứng nhất tại hạng mục "Web Manga" của giải thưởng Next Manga Award lần thứ 3 do niconico và tạp chí Da Vinci điều hành. Bộ truyện cũng đứng nhất hạng mục "Indie" thuộc giải Web Manga General Election tổ chức lần đầu tiên vào cùng năm.